# Danuta Rogalczyk-Martusewicz
Danuta Rogalczyk-Martusewicz ps. "Dora" (ur. 6 listopada 1926 w Poznaniu, zm. 8 grudnia 2013) – polska działaczka konspiracji niepodległościowej w czasie II wojny światowej, żołnierz Armii Krajowej (AK).

## Życie i działalność
Członkini Szarych Szeregów. W czasie powstania warszawskiego była łączniczką plutonu 228 – kompanii sztabowej – II Obwodu "Żywiciel" (Żoliborz) Warszawskiego Okręgu AK. Więźniarka obozu Oberlangen. Po wojnie wieloletnia pracownica Warszawskiego Przedsiębiorstwa Geodezyjnego.

## Wybrane odznaczenia
- Krzyż Walecznych
- Warszawski Krzyż Powstańczy
- Srebrny Krzyż Zasługi
- Medal za Warszawę 1939–1945